# SAR-21
ST Kinetics SAR-21 — автомат, разработанный сингапурской компанией CIS (Chartered Industries Of Singapore) в 1990-х годах. Заменил в вооружённых силах Сингапура CIS SAR-80, CIS SR-88 и выпускавшиеся в Сингапуре по лицензии американские M16A1, а также предлагается на экспорт.
Несмотря на отсутствие каких-либо революционных решений и технологий, отзывы о SAR-21 в целом положительные, а большинство отрицательных касается принципиальной невозможности стрелять с левого плеча.

## Устройство
SAR-21 представляет собой автомат под патрон 5,56×45 мм НАТО, построенный по схеме буллпап. Автоматика построена на основе газоотводного двигателя (расположенного над стволом) с длинным ходом газового поршня. Запирание ствола осуществляется поворотным затвором на 7 боевых упоров. Переводчик режимов огня, кнопочного типа, расположен позади приемника магазина у плечевого упора. Кнопка трехпозиционная: блокировка УСМ, одиночный огонь и автоматический. Рукоятка заряжания на базовом образце расположена на верхней стороне оружия, под рукояткой для переноски, и неподвижна при стрельбе, а на вариантах SAR-21 P и SAR-21 RIS перенесена на левую сторону оружия, в верхнюю часть цевья (верхняя же поверхность корпуса оружия занята направляющей для прицелов типа Picatinny rail). Пистолетная рукоятка выполнена зацело со ствольной коробкой и спусковой скобой. Спусковая скоба выполнена во всю длину пистолетной рукояти, подобно скобе винтовок серии TAVOR.
В базовой конфигурации предусмотрен лазерный целеуказатель (ЛЦУ) видимого или инфракрасного диапазона, который вмонтирован под стволом у его дульного среза. Кнопка включения целеуказателя расположена на цевье, с левой стороны оружия. Питание осуществляется обычной батареей размера «АА».
При изготовлении оружия и магазинов к нему используется ударопрочный пластик (магазины сделаны прозрачными, чтобы контролировать расход боеприпасов подобно G36). Элементы корпуса оружия соединяются между собой поперечными штифтами, так что разборка оружия не требует специального инструмента.
Особенность автомата — оптимизация конструкции только для использования правшами: принципиальное отсутствие возможности выброса стреляных гильз влево, а также наличие металлической пластины, которая должна защитить лицо стрелка при непроизвольном взрыве патрона. Пластина укрепляет ствольную коробку с левой стороны, у плечевого упора.

## Варианты
- SAR-21 Grenade Launcher (GL) («Гранатомёт») — вариант с 40-мм подствольным гранатомётом фирмы CIS, либо с M203.
- SAR 21 Sharpshooter — Базовый вариант SAR-21, но с 3х кратным оптическим прицелом вместо 1,5х кратного по умолчанию.
- SAR-21 P-rail («Планка Пикатинни») — интегральный оптический прицел заменен на планку Пикатинни.
- SAR-21 Modular Mounting System (MMS) («Модульная система креплений») — вариант с укороченным стволом и планкой Пикатинни Mil-STd-1913. Имеется две версии: стандартная и Carbine (с ещё более коротким стволом).
- SAR-21 Light Weight Carbine («Легкий карабин») — облегчённый карабин, самый компактный и лёгкий из всего семейства. Данный вариант снабжён цевьём изменённой формы, отсутствует рукоятка для переноски, рукоятка заряжания вынесена вперёд и находится над стволом. Для установки прицельных приспособлений используется планка Пикатинни.
- SAR-21 LMG (Light Machine Gun) — лёгкий ручной пулемёт, имеет утяжелённый и слегка удлинённый ствол, сошки и переднюю рукоятку.
- SAR-21 RCF (Round Corner Firing) — вариант для стрельбы из-за угла, имеет специальный электронный модуль с камерой прицела и очки с монитором для стрелка.
- SAR-21A — модификация, производимая с 2010 года. Немного легче базовой комплектации, в стандартном варианте с планкой Пикатинни и темпом стрельбы 900 выстрелов в минуту.[2]

## Страны-эксплуатанты
- Бруней: на вооружении у вооружённых сил Брунея.
- Бангладеш
- Индонезия: использовался спецподразделением Корпуса Спецназа (Korps Pasukan Khas) воздушных войск.
- Марокко
- Перу: спецподразделения.
- Сингапур: на вооружении у вооружённых сил.
- Таиланд
- Шри-Ланка[3]